# Миролюбівка (селище, Лозівський район)
Миролюбівка (до 18 лютого 2016 — Комсомольське) — селище в Україні, у Лозівському районі Харківської області. Населення становить 760 осіб. До 2020 орган місцевого самоврядування — Миролюбівська сільська рада. Сільській раді були підпорядковані села Мирне, Степове, Федорівка.

## Географія
Селище знаходиться на відстані 6 км від Орільського водосховища. На відстані 2 км розташовані села Захарівське і Яблучне. За 3 км розташована залізнична станція Платформа 159 км. По селу протікає пересихаючий струмок з декількома загатами.
Розташоване за 18 км від районного центру і за 11 км від залізничної станції Панютине.

## Історія
Село засноване 1930 року. За царських часів на місці села було чотири хутори. У 1929 році було проведено примусову колективізацію та організовано радгосп «Комсомолець», від якого пішла і тодішня назва майбутнього села Комсомольське.
За часів Другої світової війни село було місцем запеклих боїв.
За радянських часів у селі містився другий відділок радгоспу «Комсомолець» (мав 3 тисячі гектарів земельних угідь). Свинарка цього відділка Є. Горбань у 1966 році отримала звання Героя соціалістичної праці. У селі працював університет культури.
У 2016 році селище Комсомольське перейменовано на селище Миролюбівка.

## Культура
У селі є дев'ятирічна школа та бібліотека.